# Tour Hassan
Pour les articles homonymes, voir Hassan.
La tour Hassan est une tour emblématique de Rabat, capitale du Maroc, constituant le minaret d'une mosquée du XIIe siècle inachevée.

## Nom
Bien que la tour et la mosquée aient été commandées par Yacoub El Mansour, le monument est connu sous le nom de « tour Hassan » ou de « mosquée al-Hassan », du nom du quartier dans laquelle elle avait été construite (بنو حسان, ce qui se traduit par « peuple de Hassan »). L'utilisation du nom est attestée dès le XIIe siècle.

## Histoire
Le sultan Yacoub El Mansour de la dynastie des Almohades projetait de construire la plus grande mosquée du monde musulman, après celle de Samara en Irak. 
On ignore beaucoup de choses de cette œuvre gigantesque à commencer par son nom dont on ne connaît pas l'origine : nom du lieu, nom d'une tribu ou nom du maître d’œuvre. Pour certains historiens du XVIIIe siècle, notamment espagnols, l'architecte serait un dénommé Jabir ibn Aflah, latinisé au XVIe siècle sous le nom de Guever, sévillan mort vers l'an 1197 qui aurait conçu à l'identique la Giralda de Séville, la Koutoubia de Marrakech et le minaret de la mosquée Hassan de Rabat. Cette hypothèse n'a jamais été confirmée. Pour la grande majorité des historiens, l'architecte Ahmad Ben Baso (es), concepteur de la mosquée Koutoubia et de la Giralda de Séville, sous le même modèle, est aussi l'architecte de la tour Hassan. Une tierce hypothèse plus logique retient la coopération de plusieurs architectes dont les plus éminents sont Ahmad Ben Baso et Jabir Ibn Aflah. La seule certitude historique est la date de début des travaux, 1196, et le nom du commanditaire.
Les travaux furent abandonnés après la mort du sultan Yacoub El Mansour, en 1199. Le minaret devait culminer à plus de 60 m, mais n'atteignit que 44,3 m. La mosquée Hassâne ou Hassan fut donc improprement appelée tour Hassan.
La colonnade de l'édifice fut endommagée lors du tremblement de terre de Lisbonne de 1755, qui détruisit entièrement le dôme de la tour.

## La tour et les vestiges de la mosquée
La tour Hassan est construite avec une pierre de couleur rouge dans le style caractéristique des palais et édifices religieux du Maroc. À l’intérieur, pas d'escaliers typiques des minarets mais des rampes d’accès permettant au muezzin d’arriver au sommet à cheval pour l’appel à la prière.
Avec ses quatre façades sculptées dans la pierre, chacune avec une ornementation différente, la tour Hassan ressemble beaucoup au minaret de la Koutoubia, à Marrakech, ou à la Giralda de Séville, en Espagne.
Près du minaret, on peut découvrir les vestiges de la mosquée inachevée avec ses murs en ruines et près de 200 colonnes qui devaient soutenir le toit de l’édifice. Ces colonnes furent pratiquement toutes détruites lors du tremblement de terre de 1755.

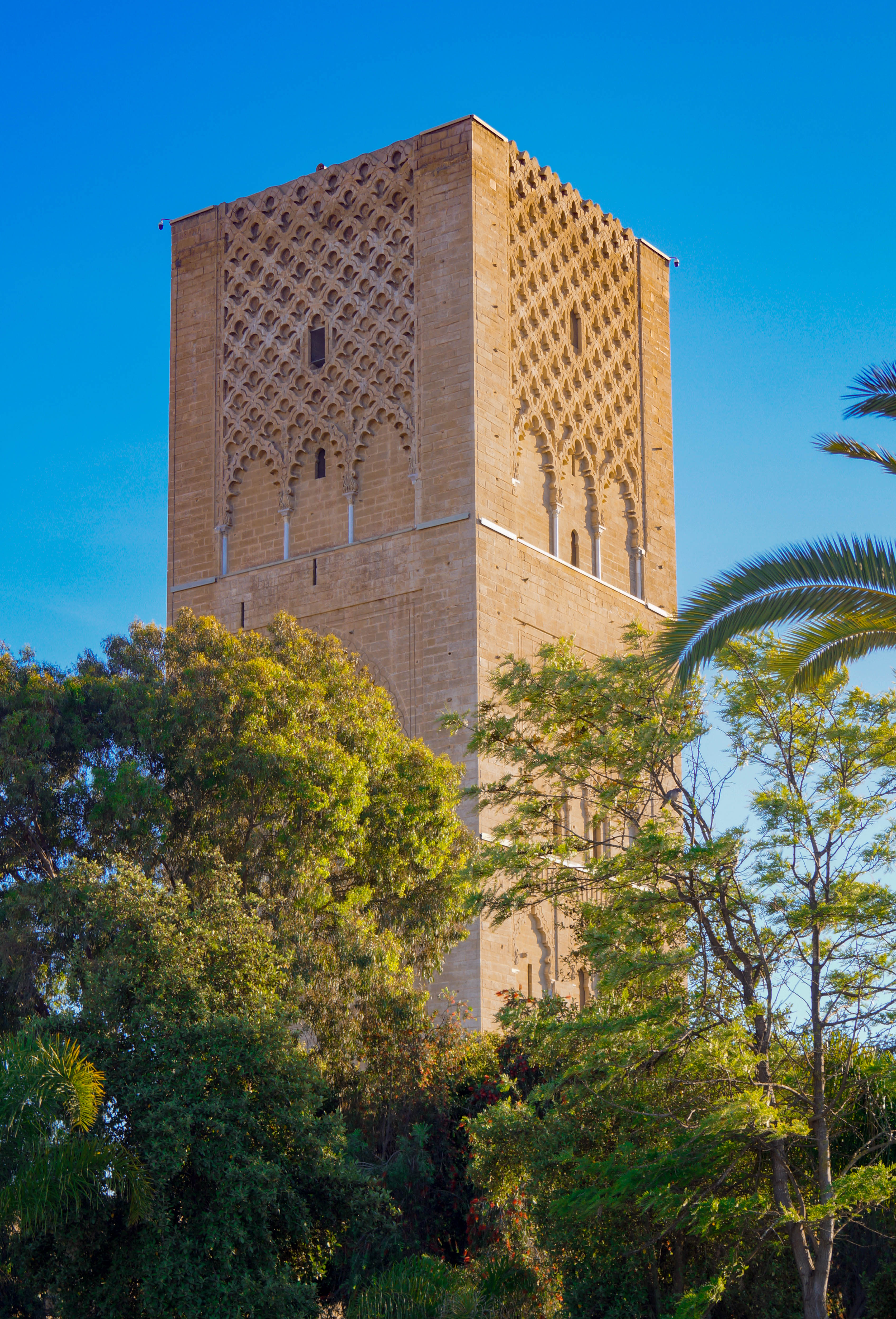
tour Hassan

## Mausolée
Son site a été choisi pour ériger, de 1961 à 1971, le mausolée Mohammed-V où reposent  le roi Mohammed V (décédé en 1961) et ses fils : 
- le prince Moulay Abdallah (décédé en 1983) ;
- le roi Hassan II (décédé en 1999).

## Tombe du soldat inconnu
Au pied de la tour, deux larges escaliers permettent d'accéder au tombeau du soldat inconnu, situé sur le sol de l'ancienne mosquée.